# Clytus planifrons
Clytus planifrons es una especie de escarabajo longicornio del género Clytus, tribu Clytini, familia Cerambycidae. Fue descrita científicamente por LeConte en 1874.
Se distribuye por Canadá y los Estados Unidos. Mide 7,5-13 milímetros de longitud. El período de vuelo ocurre en los meses de mayo, junio y julio.